# BTV Action
bTV Action (Би-Ти-Ви Экшн) — болгарский развлекательный телевизионный канал, часть медиахолдинга bTV Media Group. Начал вещание 1 марта 2006 года. Правопреемник телеканала «ТОП ТВ», вещавшего с 1998 по 2004. Основную аудиторию составляют мужчины: в сетку канала входят приключенческие фильмы, боевики и спортивные трансляции.

## История
В 1998 году в Болгарии появилось первое частное телеэфирное пространство в форме телеканала «ТОП» из Шумена. В течение следующих 4 лет телеканал распространил свою зону вещания на всю страну, однако в 2002 году был исключён из списка общедоступных телеканалов и закрылся в 2004 году. В 2005 году фирма-собственник выкупила частоту телевещания снова, на которой с 1 марта 2006 года начал вещание новый телеканал CTN, через год телеканал был перепродан и преобразован в TV2.
27 ноября 2007 года TV2 начал вещание на частоте CTN, в 2008 году телеканал был выкуплен американской компанией «Central European Media Enterprises» вместе с телеканалом «Ринг ТВ». 4 июля 2009 года он взял имя «PRO.BG» наподобие румынского телеканала «PRO TV». В 2010 году его выкупила организация bTV Media Group и переименовала телеканал в bTV Action. С 7 октября 2012 года канал вещает в HD-формате (16:9).

## Сетка телевещания
bTV Action создан преимущественно для мужской аудитории. Основу сетки телевещания составляют передачи на актуальные темы, приключенческие фильмы и боевики, документальные фильмы и спортивные трансляции. Телеканал показывает такие спортивные соревнования, как футбольные Лига чемпионов УЕФА и Лига Европы УЕФА (вместе с RING.BG и БНТ 1), итальянская Серия А и французская Лига 1, а также волейбольные чемпионат Италии и Лига чемпионов ЕКВ и немецкие автогонки Deutsche Tourenwagen Masters.

## Технология вещания
К 1 декабря 2010 тогда ещё PRO.BG покрывал 60% территории Болгарии, а его аудитория составляла до 90% населения страны. Вещание bTV Action ныне доступно через кабельные сети и IPTV, а также через спутники Astra 1G, Intelsat 12 и Hellas Sat 2.